# Erich von Braunschweig-Grubenhagen

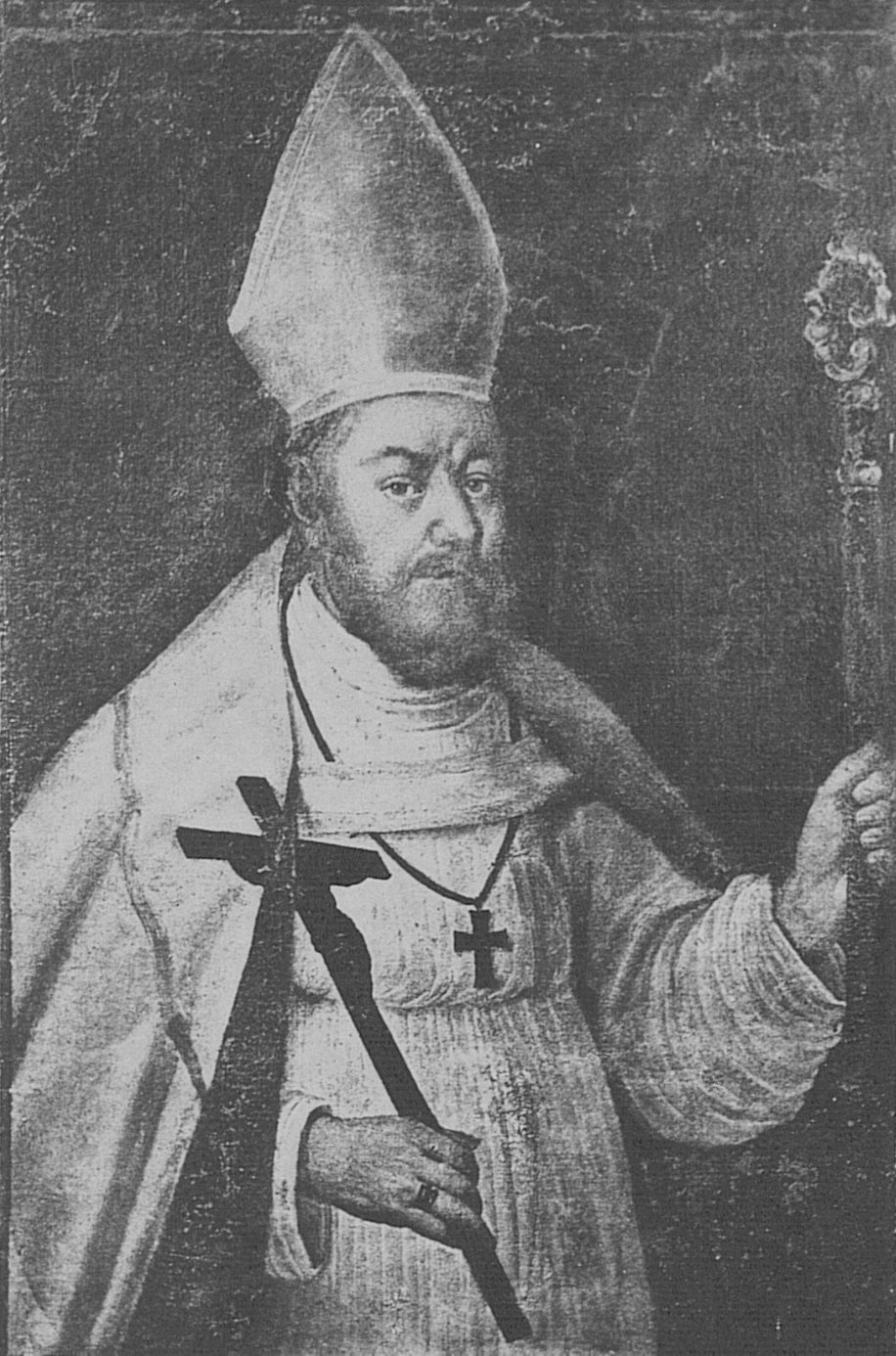
Erich von Braunschweig-Grubenhagen

Erich von Braunschweig-Grubenhagen (* 1478; † 14. Mai 1532 in Fürstenau) war von 1508 bis 1532 Fürstbischof von Paderborn und Osnabrück und im Jahr 1532 gewählter Bischof von Münster.

## Frühe Jahre
Erich war das jüngste Kind des Herzogs Albrecht II. von Braunschweig-Grubenhagen und dessen Ehefrau Elisabeth geb. Gräfin von Waldeck. Der ältere Bruder Philipp trat die Nachfolge des Vaters an und führte während seiner Herrschaft die lutherische Konfession ein. Nur kurze Zeit war Erich im Jahr 1500 Mitregent seines Bruders.
Als nachgeborener Sohn war er von vorneherein für den geistlichen Stand bestimmt. 1495 wurde er an der alten Universität Köln (Universitas Studii Coloniensis) immatrikuliert. Er hatte Präbenden an den Domkapiteln in Osnabrück und Paderborn inne. Zum weiteren Studium ging er nach Rom. Während dieser Zeit erwarb er sich am päpstlichen Hof Achtung.

## Wahl zum Bischof in Osnabrück und Paderborn
Nach dem Tod des Bischofs Konrad von Rietberg wurde er 1508 zum Bischof von Osnabrück gewählt. Die Wahl stieß auf den Unwillen der Bürgerschaft von Osnabrück, die es lieber gesehen hätte, wenn Johann von Rietberg, ein Neffe des früheren Bischofs, gewählt worden wäre. Philipp von Braunschweig-Grubenhagen gelang es, den Unmut zu dämpfen. Die hohen Schatzungsforderungen Erichs schienen die Kritik der Bürger kurz danach zu bestätigen. Ähnliche Klagen kamen auch von den Klöstern des Bistums. Gleichwohl zog Erich, begleitet von seinem Bruder und zahlreichen Fürsten und Rittern, prunkvoll in Osnabrück ein.
Nach dem Tod des Kölner Erzbischofs und Administrators für das Bistum Paderborn Hermann von Hessen wählte das Domkapitel in Paderborn Erich am 17. November zu dessen Nachfolger. Am 20. April 1509 empfing Erich für das Bistum Paderborn die Provision durch Papst Julius II. Dieser bestellte ihn wohl nicht nur zum Administrator, sondern zum Bischof. Dass Erich in einem zweiten Bistum Bischof werden konnte, weist auf die Wertschätzung in Rom hin.
Da Erich dem römisch-deutschen Kaiser Maximilian I. für Osnabrück und Paderborn Steuern für den Reichskrieg gegen Venedig schuldig blieb, belegte dieser ihn bis 1512 mit der Reichsacht und verweigerte die kaiserliche Anerkennung. Nachdem Erich die Zahlung geleistet hatte, wurde auf dem Reichstag von 1512 in Köln zwar die Acht aufgehoben, aber Maximilian verweigerte Erich weiter die Regalien. Erst Kaiser Karl V. erteilte am 2. April 1521 Erich diese.

## Haltung zur Reformation
Die während seiner Amtszeit ausbrechende Reformation verursachte weder in theologischer noch in landesherrlicher Hinsicht wirkliche Änderungen im Wirken Erichs, obwohl er die Entwicklung unter Einfluss des Theologen Otto Beckmann aufmerksam verfolgte. Er blieb der katholischen Lehre bis zum Schluss treu. Allerdings führte sein konkretes Handeln dazu, dass auch die Protestanten in ihm einen zumindest potentiellen Unterstützer sehen konnten.
Zu Beginn seiner Amtszeit handelte er sicher im altkirchlichen Sinn. Im Jahr 1513 ließ er für die Diözese Paderborn und 1516 für seine Diözese Osnabrück neue Breviere drucken. In Paderborn führte er 1510 das Fest St. Anna ein. Auch zwang er das Kloster Helmarshausen, sich der Bursfelder Kongregation anzuschließen.
Gegen reformatorische Bestrebungen ging er aber nur dann vor, wenn sie seine politische Macht gefährdeten. Obwohl ihn der päpstliche Hof schätzte, missachtete er nicht selten römische Rechte. Im Jahr 1525 brach in Osnabrück ein Aufstand aus, der sich gegen die Geistlichkeit richtete. Erich war bestrebt, den Aufruhr mit Gewalt nieder zu schlagen. Der Rat der Stadt sowie der Abt des Klosters Iburg veranlassten den Bischof, darauf zu verzichten und sich mit 6000 Goldgulden Buße zufriedenzugeben.
Allerdings ließ er als Bischof in den Nachbargebieten, die nicht zu seinen weltlichen Hochstift gehörten, keine Konflikte mit lutherisch gesinnten Nachbarn aufkommen. Auch gegenüber der mittlerweile lutherisch gesinnten städtischen Bürgerschaft war Erich durchaus aufgeschlossen und gewährte ihr vielfache Sonderrechte. In der katholisch geprägten Literatur gilt Erich auch deshalb als zwielichtig, weil er 1527 die Trauung von Mechthild von Hessen, einer Cousine des Landgrafen Philipp von Hessen, die bislang als Nonne im aufgrund der Reformation aufgelösten Augustinerinnen-Nonnenkloster Weißenstein gelebt hatte, mit dem Grafen Konrad von Tecklenburg-Schwerin bezeugte.
Politisch regte Erich während der Hildesheimer Stiftsfehde (1519–1523) die Gründung des Lippstädter Bundes zur Erhaltung der Neutralität an. Diesem gehörte er mit seinen beiden Bistümern und zahlreiche Grafen und anderen Herren an. Im Jahr 1521 schloss Erich mit dem hessischen Landgrafen Philipp ein Bündnis gegen die Übergriffe durch Konrad von Tecklenburg.
1527 zeigt die Bitte von Kurfürst Johann von Sachsen und Philipp von Hessen, dass unter anderem Erich zum Reichstag nach Regensburg kommen solle, dass sie meinten, dieser Stünde dem lutherischen Lager nahe. Zum zweiten Reichstag von Speyer des Jahres 1529 schickte Erich den protestantischen Grafen Albrecht von Mansfeld. Auch in der Folge schien der Bischof auf der antihabsburgisch-protestantischen Seite zu stehen und er folgte 1529 der Einladung zu einem Treffen nach Zerbst.
Dennoch blieb seine Haltung zwiespältig. In Paderborn kam es im Zusammenhang mit dem Besuch des Prinzen Johann Friedrich von Sachsen zu einem antikatholischen Aufstand. Dabei wurde auch der Dom verwüstet. Wieder plante der Bischof militärische Schritte. Die Führung der Stadt sorgte für die erneute Weihe der Kirche und nach Zahlung von 2000 Gulden Buße verzichtete der Bischof auf Gewalt.
Der Bischof ließ in der osnabrückischen Residenz Schloss Iburg einen neuen Saal, ein neues Tor und Mauern erbauen. In Fürstenau ließ er die Befestigungsanlagen verstärken. Die paderbornische Residenz Schloss Neuhaus ließ er abreißen und durch einen Neubau ersetzen. Auch im Hochstift Paderborn gab es wie im Hochstift Osnabrück Unmut über die aufwendige Hofhaltung des Bischofs und die starken finanziellen Belastungen der Klöster.

## Wahl zum Bischof von Münster
Im Jahr 1530 deutete sich die Resignation des Bischofs von Münster, Friedrich III. von Wied, an. Für Erich als Nachfolger setzte sich insbesondere sein Onkel Philipp von Hessen auf Drängen seiner Schwester Elisabeth ein. Erich nahm Verhandlungen mit Friedrich von Wied und dessen Bruder Erzbischof Hermann von Wied auf. Die Beteiligten schlossen am 22. November 1530 den Geheimvertrag von Poppelsdorf. Danach sollte Friedrich eine Abfindung von 40.000 Gulden erhalten. Später einigte man sich über die genauen Modalitäten. Die Hälfte sollte sofort gezahlt werden, der Rest sollte in Form einer Rente von 2000 Goldgulden auf Lebenszeit fließen. Die nötigen Gelder wollte Erich aus den beiden Stiften Paderborn und Osnabrück herausholen. Das Münsteraner Domkapitel war über das volle Ausmaß des simonistischen Handels nicht unterrichtet. Erich wurde daher vom Domkapitel als Bischof postuliert. Damit wurden zum ersten Mal diese drei Bistümer Westfalens in Personalunion vereinigt. Trotz der Unterstützung durch Philipp von Hessen wurde von den Lutheranern im Hochstift Münster und insbesondere von der Hauptstadt die Wahl kritisch gesehen.
Gegen die sich radikalisierende Entwicklung in Münster, die zur Täuferherrschaft führen sollte, verfasste Erich einen drohenden Brief gegen die Hauptstadt und die Landstände. Dabei hatte er allerdings nicht den religiösen Aspekt im Blick, sondern es ging ihm wie in Paderborn und Osnabrück um die Aufrechterhaltung der bischöflichen Machtstellung.
Erich starb während des Festmahls mit adeligen Freunden anlässlich seiner Wahl zum Bischof Münsters im Osnabrücker Fürstenau. In den Chroniken heißt es: er sei „wol bezecht. Etzliche wolten sagen, ehr solthe sich doith gesoffen haben.“ Bestattet wurde er im Dom von Osnabrück.